# 질런 밴오버
질런 밴오버(Jilon VanOver, 1978년 8월 24일 ~ )는 미국의 배우, 텔레비전 배우, 성우이다.
로마린다에서 태어났다.

## 영화
- 필드 가이드 투 이블 (2018년)
- 낫 아워 에이든 (2017년)
- 스트로베리 썸머 (2012년)
- 레전드 오브 네티아 (2012년) - 스탠 역
- 드림 인 아메리칸 (2011년) - 알렉스 역
- 바니 버디 (2011년) - 하이커 역
- 브라이언 러브스 유 (2007년)
- 나는 전설이다 (2007년)
- 데스 바이 인게이지먼트 (2005년) - 바이론 역
- 에이리언 애브덕션 (2005년)
- 부-333 (2005년) - 케빈 역
- 데스 터널 (2005년)
- 말리부 스프링 브레이크 (2003년)